# San Pablo Tacachico
San Pablo Tacachico è un comune del dipartimento di La Libertad, in El Salvador.